# Leopoldo Calvo-Sotelo
Leopoldo Ramón Pedro Calvo-Sotelo y Bustelo (Madrid, 14 aprile 1926 – Pozuelo de Alarcón, 3 maggio 2008) è stato un politico spagnolo, presidente del Governo di Spagna dal 26 febbraio 1981 al 2 dicembre 1982, 1º marchese della Ría de Ribadeo, grande di Spagna e cavaliere dell'Ordine di Carlo III.
Durante il suo mandato, la Spagna aderì alla NATO, questione che sarebbe stata oggetto del referendum sulla permanenza della Spagna nella NATO che si tenne nel 1986. Promosse anche la controversa Legge organica per l'armonizzazione del processo autonomo (LOAPA), fallita essendo stata in gran parte dichiarata incostituzionale dal Tribunale costituzionale un anno dopo.

## Biografia
Nipote del ministro José Calvo Sotelo, assassinato il 13 luglio 1936 da militanti di sinistra nei giorni di grave crisi politica, scontri e violenze che precedettero il golpe franchista, si laureò in ingegneria (ingegnere civile) nel 1951, e successivamente ottenne vari incarichi direttivi pubblici come la direzione delle ferrovie (RENFE) nel 1967.
Nel 1975 fu nominato ministro del commercio nel primo governo della monarchia post-franchista guidato da Carlos Arias Navarro. Durante i governi di Adolfo Suárez svolse diversi incarichi nell'amministrazione dello stato come ministro dei lavori pubblici, ministro dei rapporti con la Comunità europea, e vicepresidente e ministro dell'Economia. Fu uno dei dirigenti del raggruppamento di partiti di centro dell'Unione del Centro Democratico (UCD). Nel febbraio del 1981 fu nominato Presidente del Governo, dopo le dimissioni di Adolfo Suárez.
Il 23 febbraio dello stesso anno, mentre il parlamento spagnolo stava votando per la fiducia al suo governo, vi fu un tentativo di colpo di Stato: irruppe nel parlamento un reparto dell'esercito (Guardia Civil, equivalente dei carabinieri italiani) al comando del tenente colonnello Antonio Tejero Molina, tentando, con l'appoggio di parte dei comandi militari, un golpe. Il tentativo fu frustrato anche grazie alla decisa presa di posizione del giovane re Juan Carlos I, che, indossando la sua divisa di capo supremo dell'esercito, si espresse a favore della democrazia parlamentare in uno storico discorso televisivo a tutta la nazione. La fiducia gli fu poi votata il 25 febbraio.
Durante il mandato di Leopoldo Calvo-Sotelo la Spagna aderì alla NATO, decisione contestata dal PSOE all'opposizione e tuttavia riconfermata da un referendum popolare indetto nel 1986 dal governo di Felipe González. Il 25 giugno del 2002 il Re Juan Carlos I gli concesse il titolo di Marchese della Ría de Ribadeo, fra i Grandi di Spagna.